# Jan Venhuda
Jan Venhuda (14. srpna 1865 Nové Hvězdlice – 4. dubna 1931 Vyškov) byl český lékař a politik; třetí český starosta Vyškova.

## Biografie
Jan se narodil Františku Wenhudovi a manželce Marii roz. Kameníčkové z Nových Hvězdlic. V letech 1884-1890 studoval na Karlově Univerzitě v Praze medicínu. Působil jako lékař, regionální politik, starosta vyškovského Sokola a kulturní a spolkový činovník.
V rozmezí let 1911–1923 zastával funkci starosty Vyškova. Po komunálních volbách roku 1919 byl potvrzen do funkce starosty. Reprezentoval tehdy Československou národní demokracii.
Jan Venhuda zemřel v dubnu 1931 ve Vyškově po dlouhé nemoci, kvůli které se v závěru života stáhl z veřejného dění. Byl pochován na vyškovském hřbitově.

### Rodinný život
Dne 21. května 1894 se ve Vyškově oženil s Karolinou (Karlou) Sponarovou (1871–1926). Manželka byla aktivní v moravských ženských spolcích, ve Vyškově byla starostkou ženské vzdělávací jednoty Vlasta.